# Büttnau
Die Gebiete Büttnau sind zwei mit Verordnung vom 12. Juli 1967 ausgewiesene Landschaftsschutzgebiete (LSG-Nummern 4.17.047 und 4.37.006) im Gebiet der Stadt Veringenstadt im Landkreis Sigmaringen sowie der Gemeinde Winterlingen im Zollernalbkreis in Baden-Württemberg in Deutschland.

## Lage
Die 50 und 6 Hektar großen Schutzgebiete „Büttnau“ liegen in einem vom Bach Büttnau durchflossenen, westlichen Seitental des Laucherttals, auf den Gemarkungen Veringendorf und Benzingen, rund zwei Kilometer südwestlich der Veringenstädter und fünf Kilometer südöstlich der Winterlinger Ortsmitte, auf einer Höhe von bis zu 660,9 m ü. NN.

## Zusammenhängende Schutzgebiete
Mit den Schutzgebieten „Büttnau“ sind der „Naturpark Obere Donau“, das FFH-Gebiet „Gebiete um das Laucherttal“ (7821-341) sowie das Landschaftsschutzgebiet „Laucherttal mit Nebentälern“ (4.37.001) als zusammenhängende Schutzgebiete ausgewiesen.
Innerhalb des Schutzgebiets „Büttnau“ (4.37.006) ist der „Felixfelsen“ als flächenhaftes Naturdenkmal ausgewiesen: ein etwa 40 Meter breiter und 30 Meter hoher Kalkfelsen, der senkrecht aus dem Talboden der Büttnau aufsteigt. Am Fuß des Felsens ist eine Inschrift eingemeißelt, die besagt, dass am Karfreitag des Jahres 1831 ‚Felix Gauggel‘ aus Harthausen auf der Scher mit seinem Pferd von diesem Felsen stürzte und ums Leben kam.